# NA-666
La NA-666 es una carretera de interés para la Comunidad Foral de Navarra, tiene una longitud de 19 km, comunica Unciti y Tiebas.

## Recorrido
| Denominación | Kilómetro | Salida | Carretera | Dirección        |
| ------------ | --------- | ------ | --------- | ---------------- |
| NA-666       | 0         |        | NA-150    | Los Arcos Lodosa |
| NA-666       | 0         |        | NA-8404   | Sesma            |
| NA-666       | 9         |        | NA-6341   | Dicastillo       |
| NA-666       | 12        |        | NA-122    | Allo Estella     |